# Jasień (województwo pomorskie)
Jasień (kaszub. Jaséń; niem. Jassen) – wieś kaszubska w Polsce, położona w województwie pomorskim, w powiecie bytowskim, w gminie Czarna Dąbrówka, nad wschodnim brzegiem jeziora o tej samej nazwie. 
Wieś jest siedzibą sołectwa Jasień, w którego skład wchodzą również Łupawsko, Przylaski, Sieromino, Będzieszyn, Chojnowo, Orle. Miejscowość jest również placówką Ochotniczej Straży Pożarnej. Dzięki atrakcyjnym okolicom Parku Krajobrazowego Doliny Słupi Jasień przekształca się w wioskę letniskową.
W latach 1945–54 siedziba gminy Jasień. W latach 1954–1968 wieś należała i była siedzibą władz gromady Jasień, po jej zniesieniu w gromadzie Pomysk Wielki. W latach 1975–1998 wieś administracyjnie należała do województwa słupskiego. 
Główni działacze lokalni:
- Władysław Sobisz[5]
- Stefan Czapiewski
- Jarosław Cichosz[6]
- Paweł Kosiński

## Integralne części wsi
| SIMC    | Nazwa      | Rodzaj    |
| ------- | ---------- | --------- |
| 0741950 | Będzieszyn | część wsi |
| 0741966 | Chojnowo   | część wsi |
| 0741972 | Orle       | część wsi |

## Zabytki

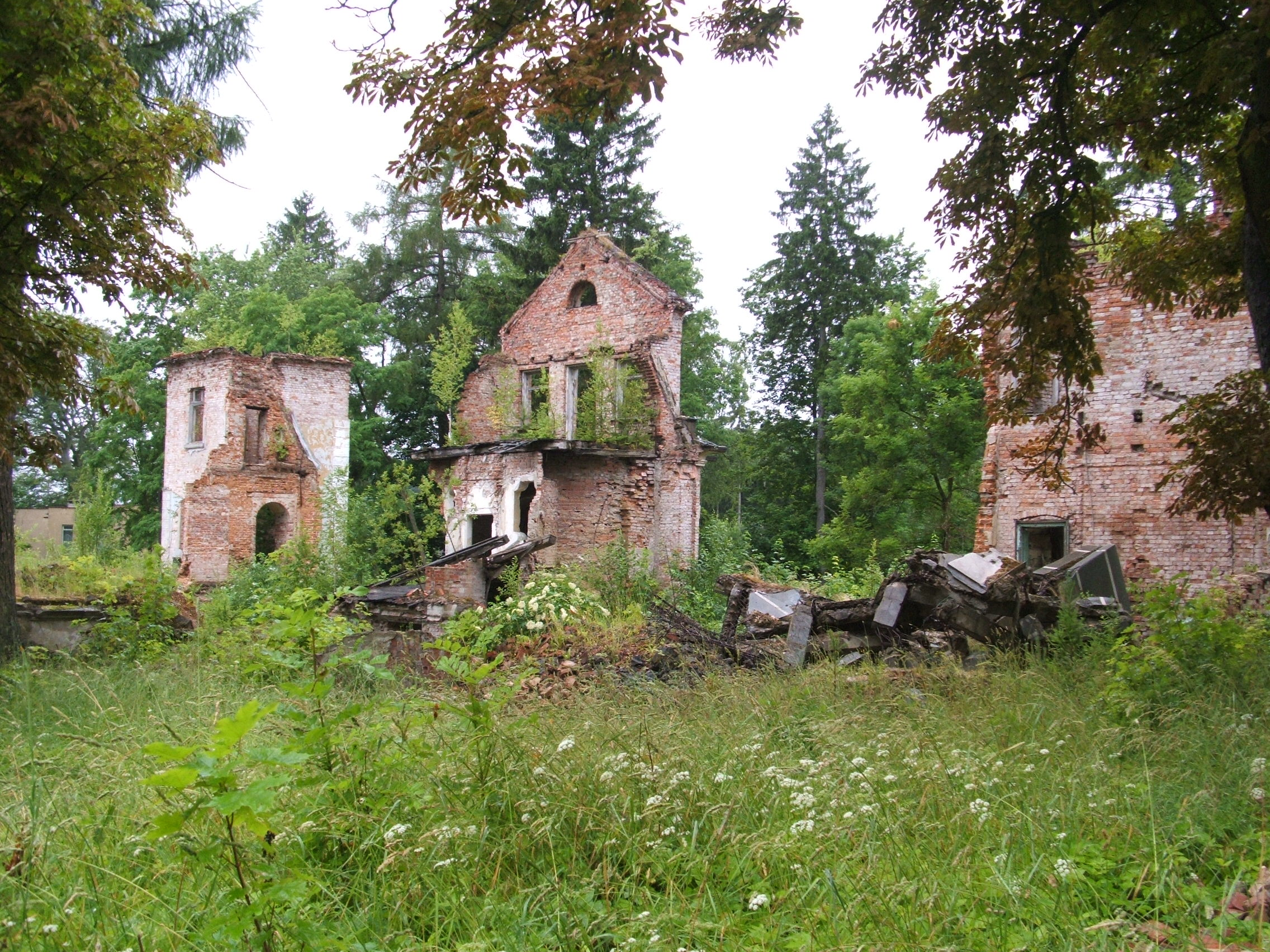
Ruiny pałacu

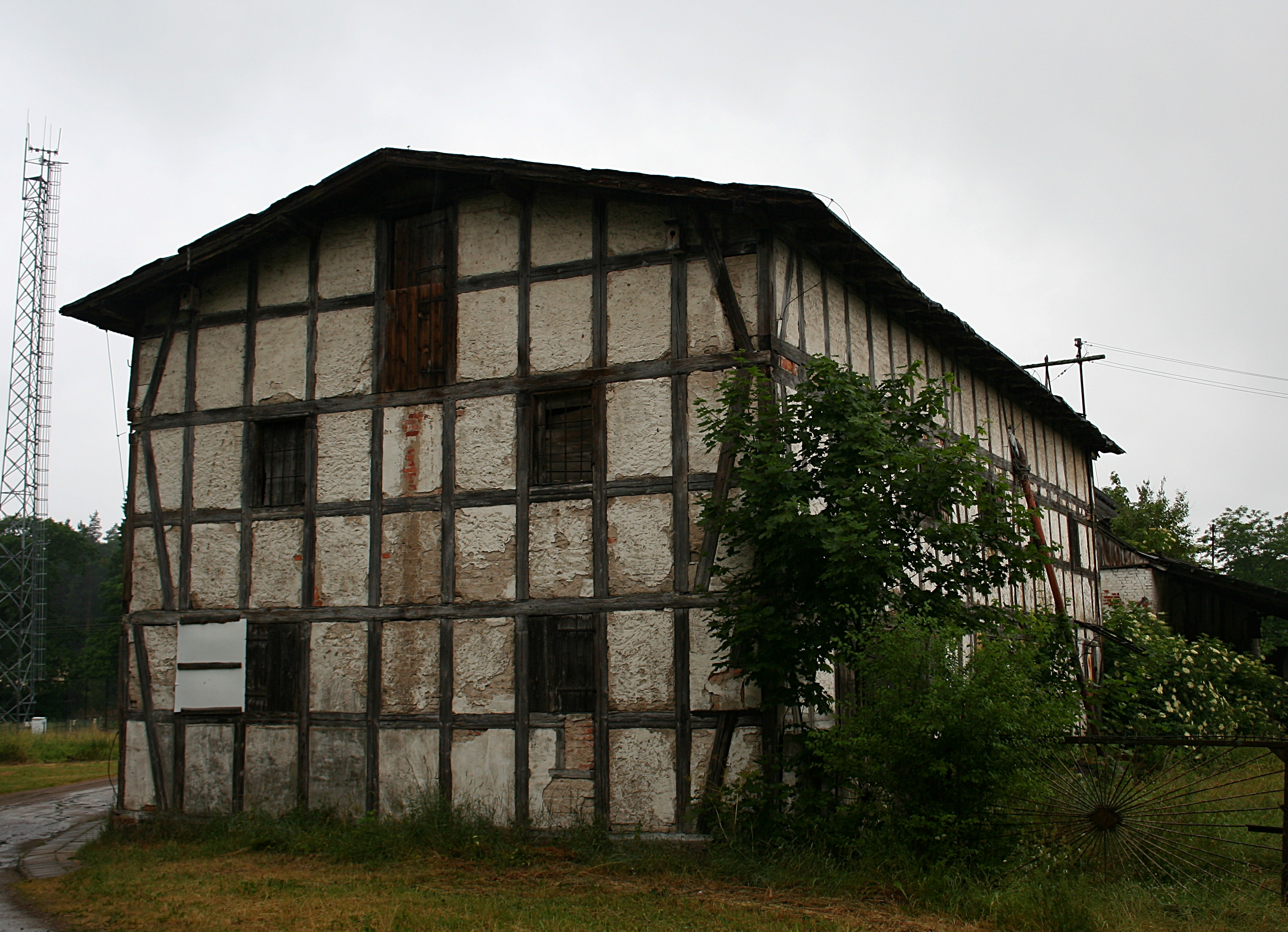
Spichrz szachulcowy

Według rejestru zabytków NID na listę zabytków wpisane są:
- kościół filialny pw. Bożego Ciała, szachulcowy z 1699, rozbudowany w 1810, nr rej.: A-214 z 22.09.1959, świątynia kryta trzciną, czworoboczna z szalowaną wieżą z hełmem dzwonowym. We wnętrzu empory, renesansowy ołtarz i barokowa ambona[8].
- park pałacowy, XVIII-XIX w. i pocz. XX w., nr rej.: A-459 z 15.04.1965, w parku ruiny pałacu z XVIII w. rozbudowanego w 1925[9]
- spichrz szachulcowy, nr rej.: A-460 z 15.04.1965